# Shin Megami Tensei: Strange Journey
Shin Megami Tensei: Strange Journey (真・女神転生 STRANGE JOURNEY?, Shin Megami Tensei: Sutorenji Jānī) è un videogioco di ruolo sviluppato da Atlus e Lancarse per Nintendo DS. Si tratta di un titolo della serie di videogiochi Megami Tensei, ed è stato pubblicato in Giappone l'8 ottobre 2009 ed in America del Nord il 23 marzo 2010.. Per il venticinquesimo anniversario della saga Megami Tensei, è stato pubblicato un remake del gioco per Nintendo 3DS, intitolato Shin Megami Tensei: DEEP STRANGE JOURNEY  (真・女神転生 ディープストレンジジャーニー?, Shin Megami Tensei: Dīpu Sutorenji Jānī) nella versione giapponese e Shin Megami Tensei: Strange Journey Redux nella versione inglese. Il gioco è uscito in Giappone il 26 ottobre 2017, in America del Nord il 15 maggio 2018 e in Europa il 18 maggio 2018.